# Lei da moeda
Lei da Moeda foi criada pelo parlamento inglês na época da independência dos Estados Unidos da América, em 1764. A lei proibia a emissão de dinheiro por parte da colônia americana. Ainda limitava a alta do preços de produtos agrícolas, o que piorou a situação dos agricultores que vendiam a maior parte de seus produtos para a metrópole inglesa.
O Currency Act ou Paper Bills of Credit Act é um dos vários atos do Parlamento da Grã-Bretanha que regulamentou o papel-moeda emitido pelas colônias da América britânica. Os Atos procuraram proteger os mercadores e credores britânicos de serem pagos em moeda colonial depreciada. A política criou tensão entre as colônias e a Grã-Bretanha e foi citada como uma queixa pelos colonos no início da Revolução Americana. No entanto, a visão consensual entre historiadores e economistas econômicos modernos é que as dívidas dos colonos aos britânicos os mercadores não foram uma das principais causas da Revolução. Em 1995, uma pesquisa aleatória de 178 membros da Associação de História Econômica descobriu que 92% dos economistas e 74% dos historiadores discordaram da afirmação: "As dívidas dos colonos a comerciantes britânicos e outros cidadãos privados constituíram uma das causas mais poderosas levando à Revolução".

## Clima econômico das colônias
Desde sua origem, as colônias lutaram para desenvolver um meio eficaz de troca de bens e serviços. Depois de esgotar a grande maioria de seus recursos monetários por meio de importações, os primeiros colonos se esforçaram para manter o dinheiro em circulação. Eles não conseguiram encontrar um meio de troca adequado em que o valor não depreciasse. Os colonos geralmente empregavam três tipos principais de moeda. O primeiro era o dinheiro mercadoria, usando o produto básico de uma determinada região como meio de troca. A segunda era em espécie, ou ouro ou prata. Por último, o papel-moeda (ou moeda fiduciária), emitido na forma de letra de câmbio ou de uma nota de banco, hipotecado sobre o valor dos terrenos que um indivíduo possuía.
A cada ano, a oferta da espécie nas colônias diminuía devido a fatores internacionais. A escassez de espécie tornou-o ineficaz como meio de troca para as compras do dia-a-dia. Os colonos frequentemente adotavam um sistema de troca para adquirir os bens e serviços de que necessitavam. Essencialmente, esse método provou ser ineficaz e um sistema de commodities foi adotado em seu lugar. O tabaco foi usado como um substituto monetário na Virgínia já em 1619. Uma grande deficiência desse sistema era que a qualidade dos substitutos era inconsistente. As qualidades mais pobres acabaram em circulação, enquanto as qualidades mais finas foram inevitavelmente exportadas. Este sistema de mercadorias tornou-se cada vez mais ineficaz à medida que aumentavam as dívidas coloniais.
Em 1690, Massachusetts se tornou a primeira colônia a emitir papel-moeda. Essa moeda foi empregada como um meio de financiar sua parte na dívida da Guerra do Rei Guilherme. Outras colônias seguiram o exemplo rapidamente e, em 1715, dez das treze recorreram à emissão de papel-moeda. O economista Stanley Finkelstein destaca a vantagem do papel-moeda, "que, a menos que seja lastreado em espécie, é uma moeda gratuita". O papel-moeda depreciou rapidamente porque as colônias imprimiram mais do que o que foi tributado fora de circulação. Em 1740, as letras de câmbio de Rhode Island representavam apenas 4% do valor de face e as de Massachusetts 11%. A oferta de dinheiro estava crescendo a uma taxa muito mais rápida do que a economia colonial em geral, o que levou a hiperinflação e a correspondente redução do poder de compra por unidade de dinheiro. Os mercadores britânicos foram forçados a aceitar essa moeda desvalorizada como pagamento de dívidas. Isso levou àː
- Lei da Moeda de 1751, restringia a emissão de papel-moeda e o estabelecimento de novos bancos públicos pelas colônias da Nova Inglaterra e;[7]
- Lei da Moeda de 1764, estendeu a Lei de 1751 a todas as colônias britânicas da América do Norte. Ao contrário da lei anterior, este estatuto não proibia as colônias de emitir papel-moeda, mas as proibia de designar futuras emissões de moeda como curso legal para dívidas públicas e privadas.[8]

## Legado
Os atos monetários criaram tensão entre as colônias e a metrópole, e foram um fator que contribuiu para o advento da Revolução Americana. Em todas as colônias, exceto Delaware, os Atos foram considerados uma "grande reclamação". Quando o Primeiro Congresso Continental se reuniu em 1774, emitiu uma Declaração de Direitos, que delineou as objeções coloniais a certos Atos do Parlamento. O Congresso pediu ao Parlamento que revogasse a Lei da Moeda de 1764, uma das sete leis rotuladas como "subversivas dos direitos americanos".
No entanto, de acordo com os historiadores Jack Greene e Richard Jellison, o debate monetário não era mais uma "questão viva" em 1774, devido à emenda de 1773 da lei. O impacto mais importante da controvérsia foi psicológico, pois ajudou a convencer muitos colonos de que o Parlamento não entendia nem se importava com seus problemas. Os líderes coloniais passaram a acreditar que eles, em vez do Parlamento, eram mais adequados para legislar para as colônias.